# Amazake-babaa

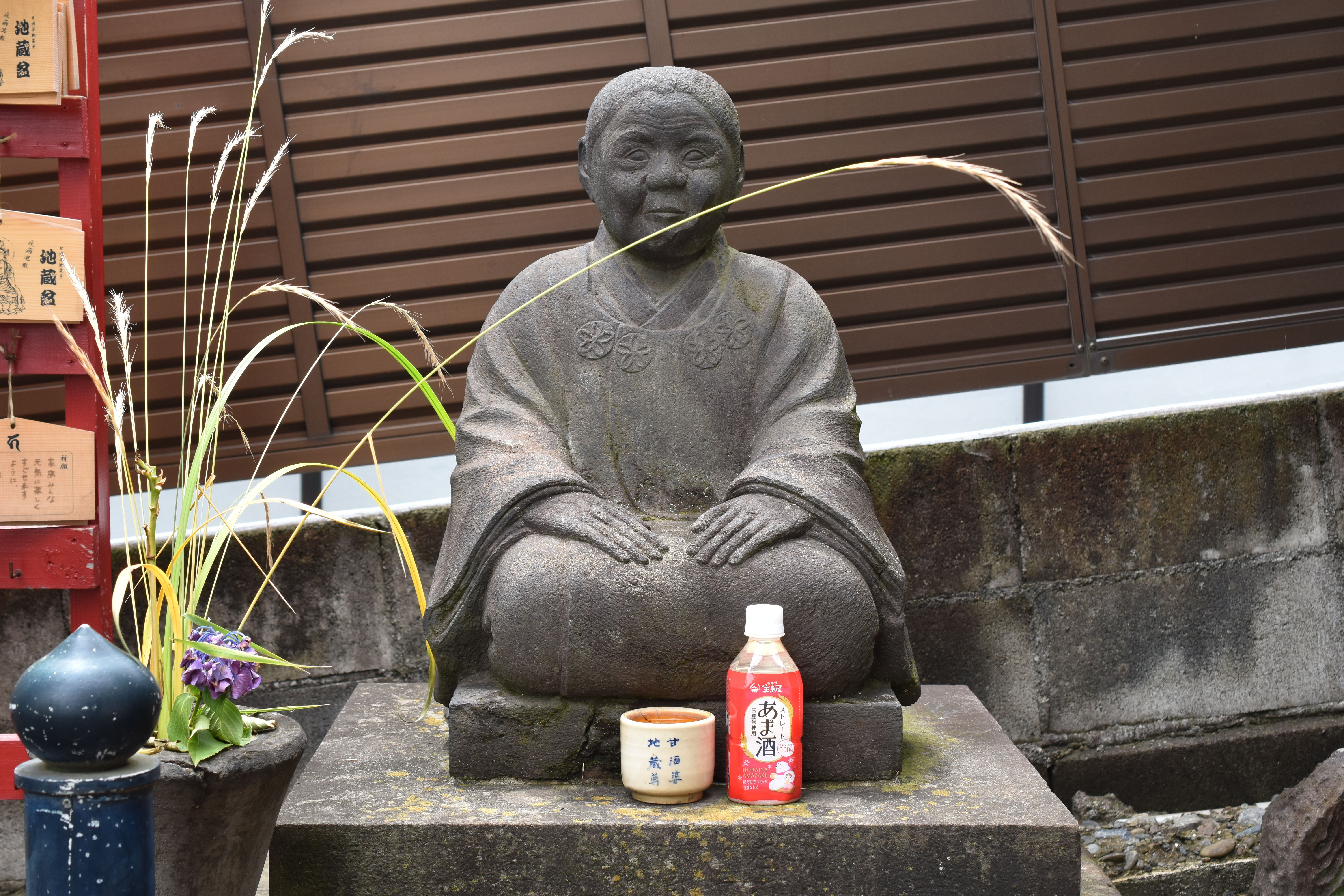
Amazake-babaa al Tempio Nichirinji nel quartiere Bunkyō, Tokyo

Amazake-babaa (甘酒婆?, lett. "vecchia strega amazake"), o amazake banbā, è yōkai sotto forma di vecchia del folclore giapponese delle prefetture di Miyagi e Aomori.

## Descrizione
Appare sotto forma di una vecchia (おばあさん?, ōbaasan) che nel cuore della notte, visita le case delle persone chiedendo: «Hai dell'amazake?», ma chiunque risponda alla sua chiamata si ammala di vaiolo o di raffreddore. Si credeva che appendere foglie di cedro sulla soglia di casa fosse un buon modo per allontanare la visita di questo yōkai. Una creatura simile è conosciuta come "amazakebambaa" nella prefettura di Yamanashi, visita le case delle persone ogni notte per vendere loro amazake e sakè, ma se sulla porta c'era un cartello con scritto: "Non mi piacciono l'amazake o il sakè", questo la allontana.
Durante le epidemie a Edo, si diceva che Amazake-baba fosse la dea del vaiolo, e poiché c'erano statue della vecchia donna che si diceva potessero curare la tosse, in tutta Edo, le madri con bambini si precipitavano ad adorare queste statue.
Nel tempio Nichirinji nel quartiere Bunkyō di Tokyo, c'è una statua chiamata "Amazake-baba Jizo", che ha una leggenda diversa dallo yōkai di cui sopra. Non era un essere soprannaturale, ma un'anziana donna del quartiere, una venditrice di amazake locale, il cui amazake (sakè dolce) era popolare per la sua efficacia contro il raffreddore, fu eretta una statua in sua memoria dopo la sua morte. Un'altra versione narra che un'anziana donna che era solita vendere amazake vicino al tempio Nichirinji soffrì di una forte tosse e morì dicendo che voleva aiutare le persone con la stessa malattia. Il sommo sacerdote del tempio scolpì l'immagine dell'anziana donna su questa statua e le persone con la tosse alla fine iniziarono a offrire amazake per pregarla.